# Teresa Michałowska
Teresa Michałowska (gebürtig: Teresa Kruszewska; * 6. Juli 1932 in Chełm) ist eine polnische Literaturhistorikerin, die sich in ihren wissenschaftlichen Arbeiten mit der mittelalterlichen Literatur in Polen beschäftigt.

## Leben
Michałowska wurde in Chełm geboren und verbrachte die Zeit der Deutschen Besetzung in Lublin. Nach dem Zweiten Weltkrieg siedelte ihre Familie 1947 nach Breslau um, wo sie das Gymnasium besuchte. Nach dem Abitur studierte sie ab 1951 Polonistik an der Universität Breslau und erwarb 1955 den Magister. Als Literaturhistorikerin debütierte sie 1956 mit dem Artikel Funeralna poezja Jana Kochanowskiego na tle poetyki renesansowej, der in der Fachzeitschrift Zeszyty Naukowe Uniwersytetu Wrocławskiego erschien. Nach ihrem Studium arbeitete sie von 1956 bis 1960 im Ossolineum.
Nach ihrer Heirat 1961 siedelte sie nach Warschau um und arbeitete am Institut für Literaturforschung der Polnischen Akademie der Wissenschaften (IBL PAN) als Assistentin im Fachbereich für Altpolnische Literatur. Dort promovierte sie 1964 mit der Arbeit „Różne historyje“ – studium z dziejów nowelistyki staropolskiej (Doktorvater: Julian Krzyżanowski). Ihre wissenschaftlichen Untersuchungen publizierte sie in dieser Zeit in Pamiętnik Literacki und Zagadnienia Rodzajów Literackich. Im Rahmen eines Wissenschaftsstipendiums lebte sie 1969 in Paris. Mit der Arbeit Między poezją a wymową. Konwecje i tradycje staropolskiej prozy nowelistycznej habilitierte sie 1970 und wurde 1971 als Dozentin und Leiterin des Fachbereiches für Altpolnische Literaturgeschichte am IBL PAN berufen, der 1993 in Fachbereich für Mittelalterliche Literatur umbenannt wurde. Zudem war sie von 1971 bis 2006 Mitglied des Wissenschaftsrates am IBL PAN sowie von 1971 bis 1996 des Wissenschaftskomitees für Polnische Literatur PAN. In den folgenden Jahren hielt sie sich häufiger im Rahmen von Wissenschaftsstipendien im Ausland auf, so 1979, 1986 und 1988 in Paris, 1987, 1990, 1994 und 1996 in Rom sowie 1993 in Uppsala. Der Titel des außerordentlichen Professors wurde ihr 1983 verliehen und 1991 der Titel des ordentlichen Professors. An der Universität Warschau und der Università di Roma war sie zeitweilig Gastdozentin. Seit 2000 ist sie Chefredakteurin der wissenschaftlichen Reihe Studia Staropolskie. Series Nova sowie seit 2006 Bibliotheca Litterarum Medii Aevi. Artes-opera.
Michałowska lebt in Warschau.

## Publikationen
- „Różne historyje“. Studium z dziejów nowelistyki staropolskiej, 1965
- Między poezją a wymową. Konwencje i tradycje staropolskiej prozy nowelistycznej, 1970
- Staropolska teoria genologiczna, 1974
- Poetyka i poezja. Studia i szkice staropolskie, 1982
- Średniowiecze, 1995; 8. Aufl. 2002
- Mediaevalia i inne, 1998
- Ego Gertruda. Studium historycznoliterackie, 2001
- Średniowieczna teoria literatury w Polsce, 2007
- Literatura polskiego średniowiecza. Leksykon, 2011
- Biernat i inni, 2016